# Daniel Astegiano
Daniel Ricardo Astegiano Garrola (Buenos Aires, 27 de agosto de 1952) es un exfutbolista argentino que jugaba de delantero. Se destacó por anotarle seis goles en cuatro partidos —incluido un triplete— a Racing en el Clásico de Avellaneda con el equipo de Independiente.
Dicho récord supera la marca de Arsenio Erico y Vicente de la Mata, que lograron anotar en tres clásicos consecutivos. Con este club, se consagró campeón de la Copa Interamericana 1975. Surgido en Rosario Central, formó parte del plantel que levantó el Campeonato Nacional 1971. En el extranjero jugó con Rayo Vallecano de Madrid, Cruz Azul —campeón en temporada 1979-80—, Español y Atlas de México, retirándose con este último a mediados de 1983.

## Trayectoria
Nacido el 27 de agosto de 1952 en Buenos Aires, debutó en la Primera División el 7 de noviembre de 1971 con Rosario Central ante Racing Club, durante la huelga de profesionales que se llevó a cabo en ese tiempo. Jugó los tres encuentros que duró el paro, correspondientes al Campeonato Nacional, con Carlos Griguol a cargo del equipo. Marcó tres goles en ellos, uno en su debut frente a Racing (triunfo 4-2) y dos frente a Boca en el tercero (6-2), contribuyendo a la campaña que vio al club campeón. Al año siguiente jugó un encuentro por el Campeonato Metropolitano.

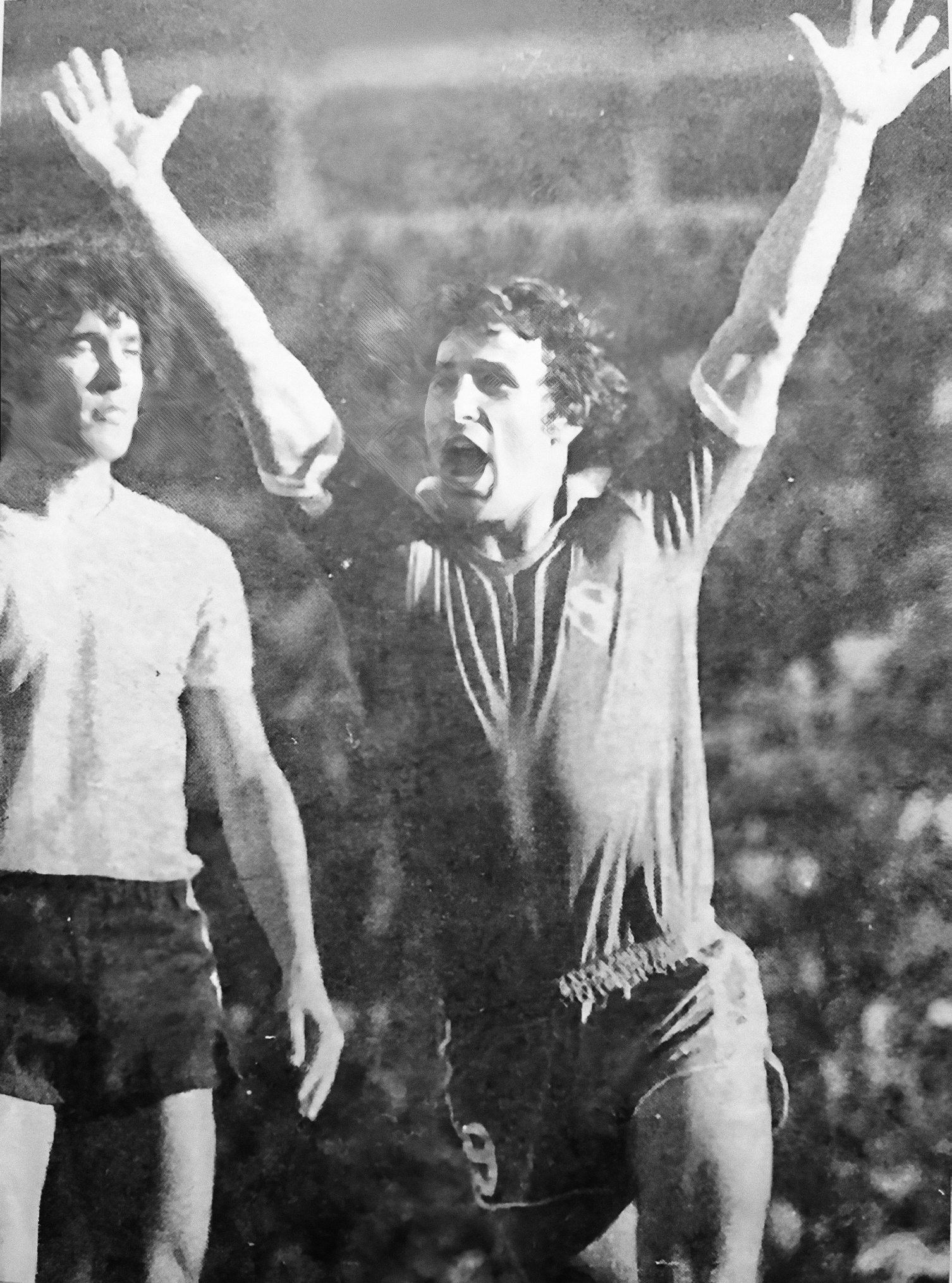
Grito de gol de Astegiano ante Racing Club.

En 1972 llega a Atlético Ledesma de Jujuy, donde permanecería cuatro años, cuando sus condiciones atrajeron a los dirigentes de Independiente, que lo compraron en 5.000.000 de pesos de esa época. Uno de sus episodios más recordados fue el choque que tuvo con Hugo Orlando Gatti, que sufrió la triple fractura de su mandíbula.
El paso de Astegiano por El Rojo fue más que efímero: tres torneos locales disputados, 50 partidos y la friolera de 28 goles, con un promedio mayor a un gol cada dos partidos. En 1976, entre los torneos Metropolitano y Nacional, Independiente y Racing se enfrentaron en 4 ocasiones, con tres victorias rojas y un empate. En esos cuatro enfrentamientos, Astegiano se anotó en el marcador. Por el Metro, marcó 3 goles en el 4 a 2 en la vieja Doble visera. Como visitante, marcó otro en la victoria 3 a 1. Por el Nacional, en el Cilindro de Avellaneda, marcó el segundo gol de otro 3 a 1 fuera de casa, mientras que, como local, señaló el tanto rojo en el empate 1 a 1. En total, 6 goles en 4 partidos.
A mediados de 1977 partió hacia el Rayo Vallecano de España, en donde se mantiene hasta 1979, año en que se va con rumbo hacia México para jugar en el Cruz Azul —con un breve paso por Belgrano de Córdoba— donde saldría campeón en la temporada 1979-80. Pasaría los últimos años de su carrera con Atlético Español y Atlas en el país norteamericano, teniendo en ambos un gran desempeño.

## Estadísticas

### Clubes
| Club            | País      | Años        | Partidos | Goles |
| --------------- | --------- | ----------- | -------- | ----- |
| Rosario Central | Argentina | 1971 - 1972 | 4        | 3     |
| Ledesma         | Argentina | 1973 - 1975 | ¿        | ?     |
| Independiente   | Argentina | 1976 - 1977 | 50       | 28    |
| Rayo Vallecano  | España    | 1977 - 1979 | 23       | 2     |
| Cruz Azul       | México    | 1979 - 1981 | 24       | 8     |
| Belgrano        | Argentina | 1980        | ¿        | ?     |
| Español         | México    | 1981 - 1982 | 33       | 18    |
| Atlas           | México    | 1982 - 1983 | 21       | 5     |

### Selección
| Selección | PJ | Goles | Periodo |
| --------- | -- | ----- | ------- |
| Argentina | 3  | 3     | 1975    |

## Palmarés

### Campeonatos nacionales
| Título           | Equipo          | País      | Año     |
| ---------------- | --------------- | --------- | ------- |
| Primera División | Rosario Central | Argentina | N-1971  |
| Primera División | Cruz Azul       | México    | 1979-80 |

### Campeonatos internacionales
| Título              | Equipo        | Sede    | Año  |
| ------------------- | ------------- | ------- | ---- |
| Copa Interamericana | Independiente | Caracas | 1976 |